# Coto Carcedo
Coto Carcedo (El Cotu Carcéu en asturiano y oficialmente) es una entidad singular de población con la categoría histórica de lugar perteneciente al concejo de Castrillón (Principado de Asturias, España). Alberga una población de 878 habitantes (INE 2019) y no se enmarca dentro de ninguna de las parroquias del concejo donde se ubica, a diferencia de lo que ocurre en el resto de Asturias.